# Kalvøya (Vikna)
Kalvøya est une île de la commune de Nærøysund , en mer de Norvège dans le comté de Trøndelag en Norvège.

## Description
L'île de 25,7 km2 appartient à l'archipel de Vikna. Elle se trouve juste à l'ouest de l'île Borgan. 
L'île est relativement plate avec de nombreuses petites étendues d'eau et des zones marécageuses et des landes côtières. Le point culminant de l'île est le Kalvøyskardsfjellan à 40 mètres d'altitude. L'île était utilisée pour la colonisation et le pâturage du bétail par les agriculteurs de Borgan.

### Réserva naturelle
Kalvøya et les îles voisines font partie d'une réserve naturelle.